# Патер, Уолтер
Уолтер Хорейшо Патер (Пейтер) (Walter Horatio Pater; 4 августа 1839, Лондон — 30 июля 1894, Оксфорд) — английский эссеист и искусствовед, главный идеолог эстетизма — художественного движения, исповедовавшего девиз «искусство ради искусства» (Оскар Уайльд, Джордж Мур, Обри Бёрдслей).

## Биография

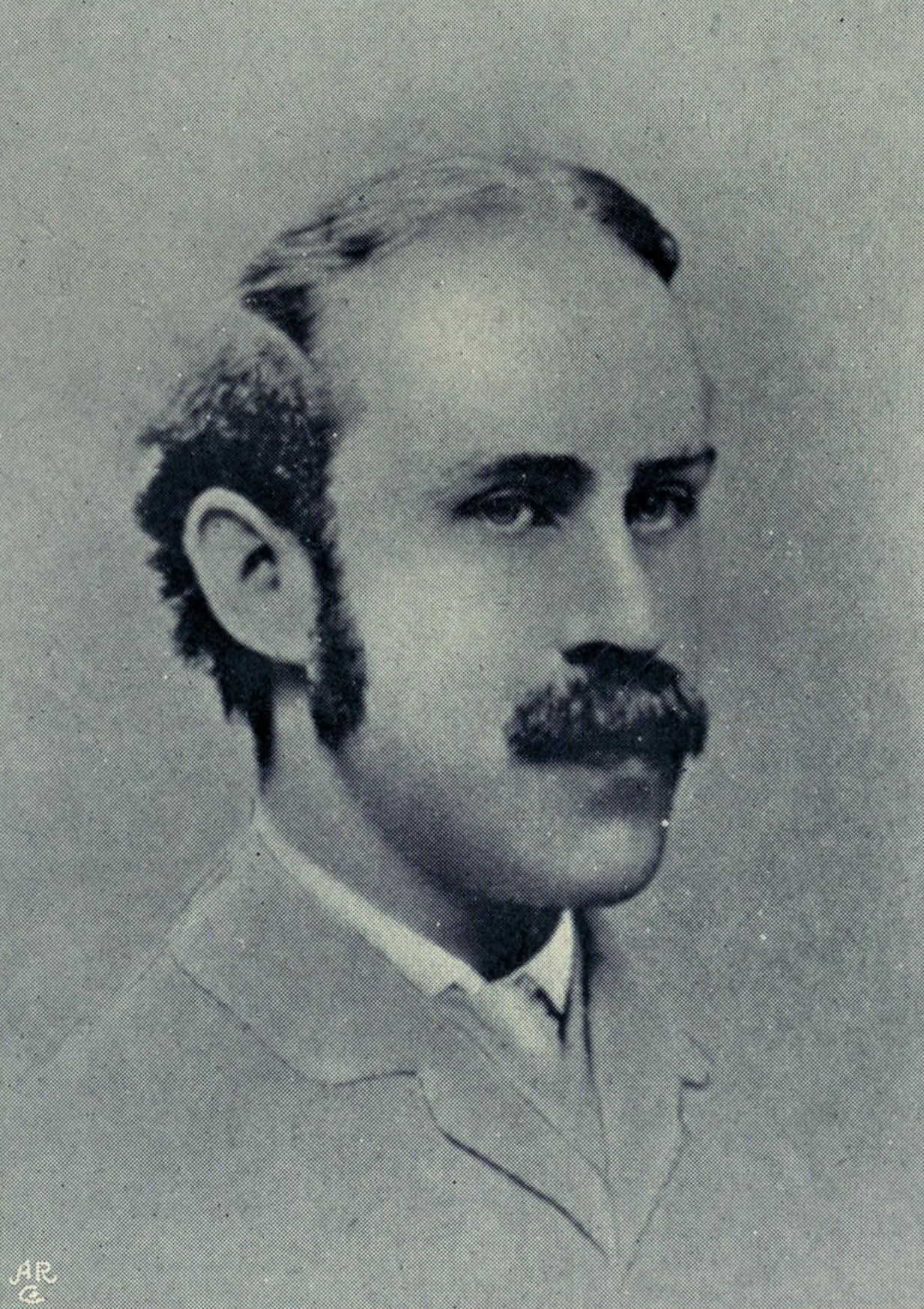
Уолтер Патер

Уолтер Патер родился 4 августа 1839 года в городе Лондоне в семье голландского врача. 
По окончании обучения в Оксфордском университете Патер поселился с двумя незамужними сёстрами в Оксфорде, готовясь принять духовный сан и подрабатывая репетиторством. 
Под влиянием чтения художественных трудов Рёскина он заинтересовался итальянским искусством эпохи Возрождения и стал публиковать в еженедельных обозрениях очерки о творчестве Леонардо да Винчи, Пико делла Мирандола, Сандро Боттичелли, Микеланджело и других ярких представителях эпохи. В 1873 году они были изданы одной книгой под названием «Очерки по истории Ренессанса» (Studies in the History of the Renaissance).
Уолтер Хорейшо Патер умер 30 июля 1894 года в Оксфорде.

## Творчество
Взгляды, изложенные Патером в «Ренессансе», сблизили его с кружком прерафаэлитов. В заключительном очерке книги Патер повторил тезис Китса, что искусство существует ради собственной красоты, и что оно не признает ни нравственных категорий, ни утилитарного смысла. Над слогом своих текстов Патер работал мучительно, подобно Флоберу, перемарывая каждую страницу десятки раз. В некоторых пассажах его стиль приближается к поэзии: так, его восторженные строки о «Джоконде» иногда включаются в стихотворные антологии. 

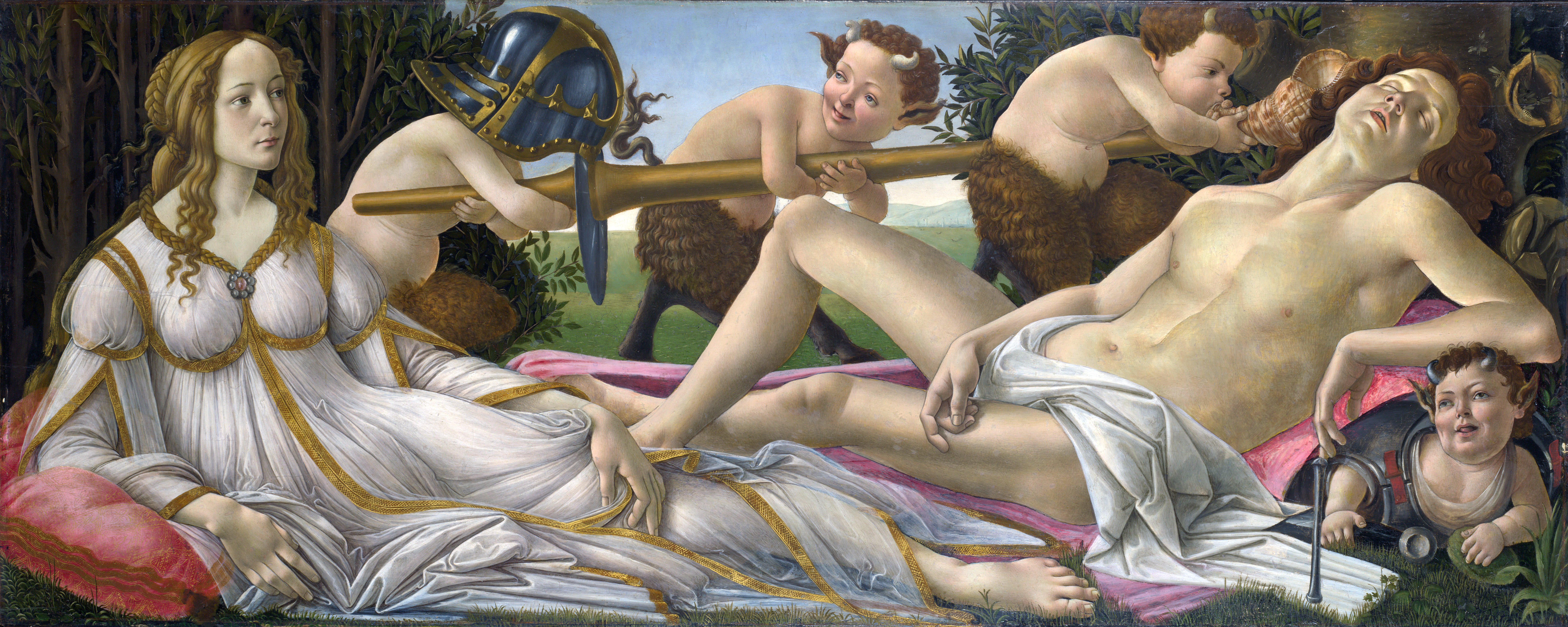
Боттичелли. Венера и Марс, 1483

Как художественный критик Патер пренебрегал «скучными» доказательствами, тяготея к обобщенной витиеватости с налётом платонизма. Ключом к оценке произведения искусства были для него не морально-назидательные соображения, а внутренние свойства оцениваемой работы, то, насколько тонкие и многогранные эстетические переживания она порождает в наблюдателе. Возмущённый нападками Мэтью Арнольда на Винкельмана за его избыточное восхищение мужской красотой, Патер в соответствующей главе своей главной книги выступает со спорным суждением о том, что гомоэротический подтекст заложен в самой природе искусства.
Со временем круг его интересов расширялся: из-под пера Патера вышли очерки по вопросам древнегреческой эстетики, а в 1885 году в печати появился философский роман «Марий-эпикуреец», действие которого разворачивается в Риме времени Марка Аврелия. Не чуждый импрессионизма литературный стиль и тонкое художественное чутье Патера повлияли не только на следующее за ним поколение британских «эстетов», но и на искусствоведов Франции, Германии, России (Павел Муратов, Юлий Айхенвальд).

### Издания на русском языке
- Воображаемые портреты / Переводы и вступительная статья П. Муратова. — М.: Изд-во К.Некрасова, 1916.
- Ренессанс. Очерки искусства и поэзии. — М..: Изд. дом Международного университета в Москве, 2006.